# Narosodes
Narosodes is een geslacht van vlinders van de familie spinneruilen (Erebidae), uit de onderfamilie Arctiinae.

## Soorten
- N. fasciata Rothschild, 1913
- N. hampsoni Draudt, 1914
- N. metatroga Hampson, 1918
- N. punctana Walker, 1863
- N. rufocostalis Rothschild, 1912